# Zarija Alajbeg Galuf
Zarija Alajbeg Galuf, hrvatska pijanistica

## Životopis
Diplomirala je glasovir 1991. na Muzičkoj akademiji u Zagrebu (Ksenija Kos), gdje se je dodatno posvetila studiranju komorne glazbe kod A. Petrača. Interes za komorno glazbarenje odveo ju je do Scuole superiore del Trio di Trieste koju je apsolvirala kao stipendistica United World College of Adriatic. Tijekom školovanja sudjelovala je na brojnim seminarima i majstorskim tečajevima vrhunskih pedagoga u zemlji i inozemstvu (R. Kehrer, E. Timakin, K. Taylor, D. Kraus, G. Veemayer, D. Grigorjan). Koncertna karijera uključuje solističke i komorne recitale u sklopu Dubrovačkog ljetnog festivala i Osorskih glazbenih večeri, Bolskog, Hvarskog i Trogirskog ljeta te u koncertnim dvoranama u Splitu i Zagrebu. Koncertirala je u Italiji, Švicarskoj, Danskoj, Njemačkoj i Nizozemskoj. Djelovala je kao umjetnička suradnica na Muzičkoj akademiji u Zagrebu, kao i na ljetnim seminarima Trija Orlando u Sorentu te M. Hayashija i K. Botvaya u Grožnjanu. S flautisticom Anom Domančić objavila je CD pod nazivom Francuska glazba za flautu i glasovir s početka stoljeća, članica je ansambla Trio Osor uz Renatu Penezić ( flauta) i Andreja Petrača (violončelo).